# Стојан Бербер
Стојан Бербер (Винорача, Јагодина, 19. март 1942) српски је професор, књижевник и лекар (медицински академик).

## Биографија
Основну школу похађао је у Станишићу, где се након Другог светског рата трајно населила његова породица, док је гимназију завршио у Сомбору. Студије медицине обављао је у Загребу и Новом Саду, а завршио је у Београду 1966. године међу првима у својој генерацији. Специјализовао је интерну медицину. Магистрирао је из области кардиологије ("Превођење фибрилације преткомора у синусни ритам кинидином и бета-блокаторима"), а докторирао из историје кардиологије ("Историја кардиологије у Београду"). Завршио је и двосеместрални течај из медицине рада у Новом Саду.
Био је начелник Опште праксе града Сомбора,  две деценије начелник огледних установа Кардиоваскуларног диспанзера и Кућне неге у Сомбору -(Диспанзер је модернизовао, а Кућну негу основао). Био је  наставник Средње медицинске школе, а потом и Учитељске школе у Сомбору   и редовни професор на Педагошком факултету у Сомбору (предавао школску хигијену са екологијом), где је вршио и функцију главног уредника Издавачке делатности,  а две године  је био и шеф Катедре природно-математичких наука. Био је и члан Савета Универзитета у Новом Саду (тада предлагао да се Универзитет назове Новосадски универзитет "Милутин Миланковић", што никад није званично одбијено, али ни прихваћено). Био је и члан Савета Медицинског факултета у Новом Саду. Предавао је и на Вишој васпитачкој школи у Новом Саду и на последипломским студијама на Техничком факултету „Михајло Пупин“ у Зрењанину. Био је, као пензионер, професор  на Високој здравствено-санитарној школи у Земуну (ВИСАН) - Одељење у Сомбору, али и лекар-саветник у приватној лекарској ординацији.
Као лекар организовао је четири важна медицинска симпозијума уз учешће угледних универзитетских наставника, након чега су остали обимни зборници радова:
1) Симпозијум о кућној нези и кућном лечењу, 1996;
2) Први симпозијум Кардиоваскуларних диспанзера Србије, са међународним учешћем, 1998;
3) Симпозијум школске медицине, са међународним учешћем, 2000; 
4) Здравствено васпитање у савременој основној школи, научно-стручна конференција, са међународним учешћем, 2007.
Члан је Академије медицинских наука СЛД.
Живи у Сомбору.

## Књижевност
У основној школи запажен по успешним писменим радовима и као велики читач. У сомборској гимназији био је председник Литерарне секције и Марксистичког друштва. Почео да објављује песме у омладинским листовима. Постао  главни и одговорни уредник омладинског листа Покрет(издавач: Општински комитет Народне омладине).Матурски испит положио  написавши роман "Вртлози" о животу Срба у Македонији између два светска рата.
На студијама медицине наставио да се бави књижевношћу: један је од оснивача Књижевне секције на новосадском Медицинском факултету (са Џемаилом Пољаковићем и др.), а потом и на београдском Медицинском факултету (са Братиславом Магдићем; - када такве секције није било ни на Филолошком факултету).
Његов роман у рукопису  "Вртлози" добио је 1966. године награду на конкурсу Народне омладине Србије (жири: Милош Бандић,  Данило Киш и Милосав Мирковић).
Као лекар био је оснивач Литерарне секције у Сомбору (чланови: Јосип Бабел, Остоја Продановић и др.) и изабран помово за главног и одговорног уредника "Покрета". Објављује књиге песама.
Члан је редакције часописа Домети (Сомбор), а потом редакције часописа Луча (Суботица).
Један је од утемељивача Салона књиге у Новом Саду и први председник његовог Организационог одбора.
Заслужан за подизање споменика у Сомбору Лази Костићу, др Милану Јовановићу Батуту, др Константину Пеичићу и др Радивоју Симоновићу.
Организовао  је у Војводини 1993. Годину Милоша Црњанског (у сарадњи са Мађарском и Румунијом);  - савезним одбором тада је  председавао Добрица Ћосић..
Покретач је, као председник Удружења грађана "Раванградско пролеће",  три важне културне манифестације и награде:
1) ДАН ЛАЗЕ КОСТИЋА (3. јун, када је Лаза завршио своју песму Санта Марија...) на којој се додељује плакета изабраном песнику (први лауерат Перо Зубац),
2) ВЕНАЦ СЛОБОДЕ "Радомир Дракулић", када се 11–12. новембра (почетак Батинске битке; односно страдање те године   песника Радомира  Дракулића у нацистичком логору) додељује плакета са истим именом  песнику који успешно негује родољубиву лирику (први лауерат Ђорђе Нешић),
3) ЗЛАТНО ПЕРО РАВАНГРАДА,  награда која се додељује 24. маја, на Дан словенске писмености (Дан Ћирила и Методија) значајним ствараоцима Сомбора (први добитници публицисти Милан Војновић и др Бранислав  Даниловић).
Члана је Друштва књижевника Војводине и Удружења књижевника Србије. Био је у два мандата члан Управе ДКВ.Пише поезију, приче, есеје, драме и романе. Састављач је неколиких поетских антологија.

### Друштвена ангажваност и политика
У гимназији је био секретар Школског одбора Народне омладине и секретар Основне организације Савеза комуниста (СК). Похађао је Омладинску школу при Општинском комитету Народне омладине.
На студијама је био заменик секретара Основне организације СК и члан Факултетеског комитета СК (Београд).
Као лекар  био је заменик секретара ОО СК Основне организације интерних болести, председник Председништва СК Медицинског центра "Др Радивој Симоновић", а потом члан Председништва Општинског комитета СК и Председништва  Покрајинског комитета Савеза комуниста Војводине након пада аутономаша.
Био је и потпредседник Српске демократске странке Србије и потпредседник Извршног већа АП Војводине (1993–1996).
Био потпредседник сомборског Удружења "Солидарност". и покретач и оснивач Удружења Српско-руског пријатељства  и први потпредседник (Сомбор).
Оснивач је Еколошког друштва у Сомбору (и први потпредседник) .
Као потпредседник Извршног већа Војводине (култура, просвета, наука и међународни односи) покренуо је  обележавања годишњице присаједињења Војводине Србији (1918; -1993) и обележавања Мајске скупштине у Сремским Карловцима (1848; -1994), формирање Одбора за обележавање значајних годишњица, . Одбора за демографију Војводине, Одбора за еколопшку политику и Комисије за помоћ угроженим српским крајевима.
На његов предлог формирана је војвођанска Награда " Ђорђе Натошевић" (просвета)  и Награда "Светозар Милетић" (наука и публицистика).
Организовао и подизање биста неколико српских лекара.

## Награде
- Октобарска награда града Сомбора
- Награда КПЗ Сомбор
- Искра културе Културно-просветне заједнице Војводине
- Орден Његоша првог степена Републике Српске.
- За Трифунеју је добио Награду Милош Црњански за 2002/2003. годину (Задужбина Милоша Црњанског, Београд)
- Године 2013. добио је за животно дело награду Академије Иво Андрић (при УКС)
- Године 2014. добио награду СЛД Златно перо (Београд)
- Године 2016. добио је награду Венац Лазе Костића (Сомбор, 3. јун)
- Године 2018. добио је од Друштва књижевника Војводине Награду за животно дело (за 2017)
- Године 2018. добио је Повељу за  животно дело  од Удружења књижевника Србије
- Вукова награда, 2022.[1]

## Дела

### Стручне књиге
Написао је неколико занимљивих медицинских књига, као што су: 
- Болнички центар број 2 у Сомбору 1944-1945 (1977),
- Интерне болести са негом (1980),
- Превођење фибрилације преткомора у синус ритам кинидином и бета-блокаторима (1980),
- Немоћ медицине или хирургије (1981, 1984, 2000),
- Кардиологија у Београду (1989),
- Историја сомборског здравства (2004),
- Школска хигијена, универзитетски уџбеник (1997, 2002, 2006),
- Екологија, универзитетски уџбеник (1999, 2001, 2006).

Написао је и приручник Општа медицина за студенте ВИСАН-а. 
Приредио је књиге радова:
- доктора Радивоја Симоновића ("Човек изнад свега"),
- доктора Милана Јовановића Батута ("Здравље на длану",
- доктора Константина Пеичића ("Правила дуговечности").

### Књижевна дела
- Птице и водоскоци, зборник сомборске поезије (1970),
- Светлосна изворишта, антологија сомборске поезије (1975, 1986),
- Бела јутра, песме (1976),
- Врло важно, антологија сомборске поезије за децу (1976),
- Горки вилајет, песме о породици (1978),
- Корак до слободе, историјска студија (1981),
- Раванград, поема о Сомбору (1982),
- Који ме прате, песме о прецима (1982),
- Не сан, песме о рату (1982,
- Дажд, песме о љубави(1983),
- Пукотина, песме еротске(1983, два издања),
- Љуб, песме еротске (1984),
- Русалке, песме о демонима (1985),
- Брава, песме о свакодневици (1986),
- Вера (Балада), монодрама о Вери Гуцуњи (Народно поозориште Сомбор, 1986),
- Изабране песме, приредио Радивој Стоканов (1987),
- Барутни магацин, песме, приредио Давид Кецман (1988,
- Небеска скела, песме о Батинској бици (1988),
- Косовска издаја, историјске студије (1989, два издања),
- Знак, песме о Косову (1990),
- Коб, песме о српској историји (1991),
- Слово о Расцији, песме о српској прошлости (1992),
- Српске јуначке песме Крајине, антологија (1992 два издања,1997],
- Реаговања, чланци и студије -култура и друштво (1994),
- Реаговања 2, политички чланци и студије ((1995),
- Српске јуначке песме, антологија (1996),
- Bust,pesme prevedene na mađarski (1996),
- Прах, песме рефлексивне (1996),
- Ламент - живот и смрт Милоша Црњанског, драма (1997),
- Вера и друге приче (1999),
- Трифунеја, роман (2000),
- Чрте, песме родољубиве (2000),
- Трифунеја 2, роман (2001),
  - Црњански - пролегомена за патографију, студија (2002),
- Лазин брег, песме различите, приредио Никола Страјнић (2002),
- Песме, приредио Зоран М. Мандић (2002),
- Српска љубавна поезија, антологија (2002),
- Трифунеја 3, роман (2003)
- Печатници, есеји и студије(2005),
- Зебња, роман (2008),
- Раванградски записи (2014),
- Сведок времена, књига прва:Антибирократска револуција (1987-1989)-(2016),
- Дневник о Добрици Ћосићу (2017),
- Сведок времена, књига друга: Југословенска политичка криза (1989–1991),
- Сведок времена, књига трећа: Југословенски грађански рат (1991–1993),
- Венац Лазе Костића (2017),
- Сведок времена, књига четврта: Војводина у времену југословенског грађанског рата (1993-1996),
- Свирала и Чарнојевићи, изабране песме, Градска библиотека "Карло Бијелицки", Сомбор, 2019.
- Трифунеја, комплетна, Нови Сад, Прометеј, 2021.

## Стојан Бербер у антологијама и зборницима поезије
- 1 Светла нарав     речи, антологија Покретове поезије, прредио Бошко Ивков, Сомбор, 1970.
- 2 Лелечу звона     дечанска, Југословенски песници о Косову, антологија, приредио Тоде Чолак, ИЗ     “Вељко Влаховић”, Београд, 1989.
- 3.Ненад     Грујичић, Аух, што живот ушима стриже, алманах,  Српска читаоница и књижница, Ириг-Нови Сад, 1990.
- 4.Светлосна изворишта,     сомборско     песништво, приредио Стојан Бербер, песме Берберове одабрао Александар     Владисављевић, Просвета и Библиотека 37 – Сомбор, КУЗ Славија – Нови Сад,     1991.
- 5.Песме о Крајини, приредила Марија     Лазић, ИД Крајина, Сомбор, 1992.
- 6. 25 година     „Плавог чуперка“, алманах, библиографија: Мара Тодоровић,  Змајеве дечје игре, Нови Сад, 1992.
- 7. Српска северњача, песници о     Сентандреји, приредио Раша Перић, Папирус, Нови Сад, 1994.
- 8. Света гора сремска, приредио Раша     Перић, Папирус, Нови Сад, 1994.
- 9. Песници о Србији, патриотски     декламатор, приредио Раша Перић, Папирус, Нови Сад, 1995.
- 10. Испод пупка диња     пукла, еротска поезија, приредио Милорад Миленковић Шум, Књижара “Театар”,     Зрењанин, 1997.
- 11. Ја те чекам,     чекам с нестрпљењем, одабрао     Перо Зубац, Алманах, Учитељски факултет, Сомбор, 1998, 217-277.
- 12. Похвала     љубави (од Бранка Миљковића до Драгомира Брајковића), приредио Перо     Зубац, БМГ, Београд, 1997.
- 13.Spiritus medicorum, антологија     поезије лекара, приредио Владимир Јокановић, ДОО “ОR”, Нови Сад, 1998.
- 14. Хиландар,  песме о Хиландару, избор     Раша Перић, Стражилово (Ириг), Нови Сад, 1998.
- 15. Клетва, Србија, пролеће     1999, песме, приредио Мома Димић, Удружење књижевника Србије,  Београд, 1999.
- 16. Небески храм,  зборник песама о Високим Дечанима, приредио Милутин     Ђуричковић, Гносос, Земун, 2001.
- 17. Земља Арарата, Јерменија у     српској поезији 20. века (двојезично издање), приредио Бабкен Симоњан,     “Аполон”, Јереван, 2002.
- 18. Сањаш ли, љубавна поезија за     лаку ноћ, приредио Ненад Новаковић, Бесједа и Бина, Бањалука, 2003.
- 19. Педесет српских песника, избор Зоран М. Мандић, у Алманах за 2003/2004,     Меморија Сомбор– Културни центар Колут – Ефект 1 Беочин,  Сомбор, 2003.
- 20. Стражилово Црњанског, песници, приредио     Лука Хајдуковић, Алфаграф, Нови Сад, 2003.
- 21. Захвално     потомство, антологија,приредио Душан Чоловић, Теаграф,     Београд, 2003.
- 22. Лирски бруј     Шумадије, Антологија шумадијских     песника (1804-2004), приредио Душан Стојковић, Шумадијске метафоре,     Библиотека града Београда, Библиотека „Деспот Стефан Лазаревић“,     Младеновац, 2004.
- 23. Озарења, 255. српских песника,  избор и предговор     Милутин Лујо Данојлић, МЛД, Београд, 2004.
- 24. Лекари у савременој     уметности Србије, зборник, приредио Владимир Јокановић, Друштво лекара Војводине и "Бистрица", Нови     Сад, 2005.
- 25. Orfeu indragostit (antologija srpske poezije     na rumunskom), priredio Ivo Munćan, Srpska zajednica, Temišvar, 2006.
- 26. Medici pro     arte, уредник     Душан Лалошевић, ДЛВ/СЛД, Академија медицинских наука     ЛД, Уметничка секција ДЛВ/СЛД, Нови Сад, 2007.
- 27. . Уздарје,     антологија, приредио Душан Чоловић, Београд, 2008.
- 28. . Српска     поетска плетеница,2, сабрао Дејан Томић, Прометеј- Радио-телевизија     Војводине, Нови Сад, 2008.
- 29. Божури     стасали до неба, антологија, приредио Ратко Поповић, Грачаница, 2008.
- 30. Реке     наше увиру у сунце, антологија, приредио Ратко Поповић, Грачаница,     2008.
- 31. Кад     срце засветлуца, антологија новијег српског песништва за децу и     младе..., уредио Перо Зубац, Српска књига, Рума, 2009.
- 32. Поетски     трептаји српског простора, Зборник књижевних радова пријатеља и     чланова СКОР-а (Савеза књижевника у отаџбини и расејању)     Другог међународног књижевног маратона, приредио Љубомир Теофанов,Кикинда,     2009-2010.
- 33. Векотрај Лазе Костића, приредио Хаџи     Зоран Лазин, Завод за културу Војводине, Нови Сад,     2010.
- 34. Свирала – музички     инструменти у српском песништву, приредио Раша Перић, Народна библиотека „Ђура Јакшић“, Петровац на Млави,     2011.
- 35. Златна     река – Пек у српском песништву, приредили  Раша Перић и Зоран Митровић, Центар за     културу, Мајданпек, 2013.
- 36. Сјајке – сунце и     месец у српском песништву, приредио Раша Перић, Културни центар-Карловачка     уметничка радионица, Сремски Карловци, 2017.
- 37. Отац  мој, антологија     песама о оцу српских песника рођених у 20. веку, приредио Јован                 Ивановић, Свет књиге, Београд, 2011.
- 38. Сонетница     Лази Костићу, приредио Хаџи Зоран Лазин, Мало историјско друштво, Нови   Сад, 2012-2013.
- 39. Осми     међународни сабор духовне поезије, приређивач Никола Рајаковић, Центар     за културу и образовање Раковица и Књижевно друштво Раковица, Раковица     -Београд, 2018. 11-12.
- 39. Антологија поезије лекара  Србије у XXI веку,приредио Владимир Јокановић, Секција за хуманост, уметност и култгуру ДЛВ,Нови Сад, 2022

### Заступљеност у лексиконима и енциклопедијама
- 1.      Ко је ко у Србији, Библиофон, Београд, 1991, 39.
- 2.      Енциклопедија Новог Сада, Нови Сад, 1994.
- 3.      Ластари сомборског учитељишта,  Илија Петровић, издање аутора, Нови Сад, 2003,  36-46.
- 4.      Познати српски лекари, Милена Милановић, Београд–Торонто, 2005, 73.
- 5.     Милосављевић Раде, Јагодински биографски лексикон, Народна библиотека и Удружење „Јагодина 52“, Јагодина , 2006,  26-6. 6. 6.Даниловић Б, Лукић Д, Октобарска     награда Сомбора, Културни центар Лаза     Костић, Сомбор, 2010, 160.
- 7.   Српска породична енциклопедија, Народна књига и Политика, Београд, 3. књига, страна 123).
- 8.     Српска енциклопедија, Матица српска/САНУ/Завод за уџбенике и наставна средства, Београд, 2011,  2:92
- 9.     Светислав Јарић, Водећи, живи ствараоци у Војводини - МЕДИЦИНА, Центар духовности "Ф.М. Достојевски", Нови Сад, 2011, 3:73-91.
- 10.     Коста Новаковић, Срби у Сјеверној Далмацији, СКД Зора, Книн-Београд, 2013, 330-331.
- 11. Лексикон писаца српске књижевности  А_Б, Матица српска, Нови Сад,  2022 (Стојан Бербер, стр. 276-277)

## Дела о Берберу
- Стојан Бербер или Размицање времена, Учитељски факултет, Сомбор, 2006.
- Давид Кецман Дако, Вертикале са дна пакла, Прометеј, Нови Сад,2018.
- Стојан Бербер или Размицање времена 2, Прометеј, Нови Сад, 2020.